# Гено Добревски
Гено Вълков Добревски е бивш футболист, нападател. Брат близнак на футболиста Иван Добревски. Играл е за Ботев (Пловдив), Спартак (Пловдив), Славия и Пасош де Ферейра (Португалия). Бронзов медалист през 1993 и 1994 г. с отбора на Ботев. През есента на 1995 г. играе за Славия, която през този сезон става шампион. За купата на УЕФА има 6 мача и 1 гол (4 мача с 1 гол за Ботев и 2 мача за Славия). Има 2 мача за националния отбор.

## Статистика по сезони
- Ботев (Пловдив) – 1990/91 - „А“ РФГ, 15/4
- Ботев (Пловдив) – 1991/92 - „А“ РФГ, 29/4
- Ботев (Пловдив) – 1992/93 - „А“ РФГ, 17/6
- Ботев (Пловдив) – 1993/94 - „А“ РФГ, 9/0
- Спартак (Пловдив) – 1994/95 - „А“ РФГ, 25/8
- Славия – 1995/ес. - „А“ РФГ, 13/1
- Ботев (Пловдив) – 1996/пр. - „А“ РФГ, 13/2
- Ботев (Пловдив) – 1996/97 - „А“ РФГ, 26/13
- Ботев (Пловдив) – 1997/ес. - „А“ РФГ, 13/3
- Пасош де Ферейра – 1998/пр. - Португалска лига, 12/0
- Ботев (Пловдив) – 1998/99 - „А“ РФГ, 24/5
- Ботев (Пловдив) – 1999/00 – „А“ РФГ, 20/5